# Brachytarsina flavipennis
Brachytarsina flavipennis är en tvåvingeart som beskrevs av Macquart 1851. Brachytarsina flavipennis ingår i släktet Brachytarsina och familjen lusflugor. Inga underarter finns listade i Catalogue of Life.